# Cá nóc bạc
Cá nóc bạc hay cá nóc mút đuôi trắng, tên khoa học là Lagocephalus cheesemanii, là một loài cá biển thuộc chi Lagocephalus trong họ Cá nóc. Loài này được mô tả lần đầu tiên vào năm 1897.

## Phân loại học
Trước đây, danh pháp Lagocephalus gloveri đã được áp dụng cho cá nóc bạc, nhưng dựa trên việc kiểm tra các đặc điểm hình thái và kết quả phân tích DNA của các mẫu vật thu thập ở vùng biển phía tây bắc Thái Bình Dương, ngoài khơi Úc và New Zealand thì L. gloveri được xem là đồng nghĩa của Tetrodon cheesemanii Clarke 1897.

## Từ nguyên
Từ định danh cheesemanii được đặt theo tên của Thomas Frederick Cheeseman, nhà thực vật học kiêm tự nhiên học người New Zealand gốc Anh, Quản lý Bảo tàng Auckland, người đã gửi mẫu định danh cho Clarke.

## Phạm vi phân bố và môi trường sống
Từ vùng biển bán đảo Triều Tiên và phía nam Nhật Bản, cá nóc bạc được phân bố trải dài đến Trung Quốc, Việt Nam và nhiều vùng biển thuộc khu vực Đông Nam Á, xa về phía nam đến bờ đông Úc và New Zealand, phía tây đến Myanmar và biển Andaman.
Cá nóc bạc sống trên nền đáy bùn hoặc cát ở độ sâu đến ít nhất là 100 m, cá con có thể được tìm thấy ở khu vực cửa sông (nước lợ).

## Mô tả
Chiều dài cơ thể lớn nhất được ghi nhận ở cá nóc bạc là 35 cm. Lưng có màu nâu sẫm đen, thân dưới và bụng ánh màu xám bạc.
Số tia vây ở vây lưng: 13; Số tia vây ở vây hậu môn: 12.

## Sinh thái học
Thức ăn của cá nóc bạc là động vật thân mềm, giáp xác và cá.

## Thương mại
Cá nóc bạc được xem là loài không độc. Ở Đài Loan, loài này được chế biến thành khô cá phi lê. Cá nóc bạc và cá nóc đầu thỏ có năng suất khai thác cao và chiếm tỉ lệ lớn trong sản lượng khai thác ở Việt Nam. Cá nóc bạc cùng cá nóc răng mỏ chim và cá nóc xanh là những loài mà tỉnh Kiên Giang được phép xuất khẩu sang thị trường Hàn Quốc.